# Кяерді
Кя́ерді (ест. Käärdi alevik) — селище в Естонії, у волості Елва повіту Тартумаа.

## Населення
Чисельність населення на 31 грудня 2011 року становила 551 особу.

## Географія
Селище розташоване в західному передмісті Елва.
Через населений пункт проходить автошлях 22160 (Елва — Ранну).

## Історія
До 24 жовтня 2017 року селище входило до складу волості Ринґу.